# Riedelinius paraspinosus
Riedelinius paraspinosus es una especie de coleóptero de la familia Attelabidae.

## Distribución geográfica
Habita en Nueva Guinea (Indonesia).